# Battle Lake (Alaska)
Der Battle Lake ist ein See im Südwesten des US-Bundesstaates Alaska an der Westflanke der nördlichen Aleutenkette. 
Der etwa 12,5 km² große und 254 m hoch gelegene See liegt vollständig im Katmai-Nationalpark. Der 15 km lange und lediglich 1,2 km breite langgestreckte See ist in Nordwest-Richtung ausgerichtet. Er wird an den Seiten von 1000 m hohen Bergen der Aleutenkette flankiert. Der See besitzt keine größeren Zuflüsse. Am Westufer wird der Battle Lake über einen 4,8 km langen Fluss zum nahe gelegenen Kukaklek Lake hin entwässert. An der Ausflussstelle befindet sich die Lodge Battle River Wilderness Retreat. Zu den Freizeitaktivitäten am See gehört das Fliegenfischen und das Fotografieren von Bären.